# Cineserra – Festival do Audiovisual da Serra Gaúcha 2020
A sétima edição do Cineserra foi realizada entre os dias 7 e 21 de novembro de 2020. Essa edição foi marcada por adaptações no formato da programação do festival devido à pandemia do COVID-19. Nessa edição, o festival incluiu a categoria de Melhor Websérie, abrangendo produções desse formato de todo o Rio Grande do Sul em um mesmo certame.
Inicialmente, a edição seria realizada no mês de abril; no entanto, devido às restrições impostas pelo avanço do coronavírus, ela foi reformulada e adiada para o último trimestre do ano.
Esta edição recebeu 125 títulos inscritos, dos quais foram selecionados 21 para participar das categorias regionais e 31 para as categorias estaduais.
Em 2020, com exceção de Porto Alegre e Gramado, a programação do festival foi exibida nas mesmas cidades onde já vinha sendo apresentada desde o ano anterior e teve a inclusão do município de Canela.
Nessa edição, visando possibilitar maior acesso do público às produções, a organização do evento realizou parte das sessões de forma presencial e parte online. As exibições presenciais, respeitando as normas de distanciamento social e com público reduzido, ocorreram em Garibaldi, Bento Gonçalves, Canela, Flores da Cunha e Caxias do Sul. Já em Torres e Nova Petrópolis, houve apenas exibições virtuais.
A programação do festival contou com a realização do workshop "Direção de Fotografia”, em Caxias do Sul, ministrado pelo diretor de fotografia e mestre em comunicação Bruno Polidoro.
A cerimônia de premiação ocorreu em 21 de novembro no Teatro Pedro Parenti, em Caxias do Sul. Ao todo, foram entregues 36 troféus, sendo 16 para o certame regional, 16 para o certame estadual, 1 para o certame de websérie e 3 para os escolhidos através do voto popular.
O destaque da edição foi a ficção Depois da Meia-Noite, de Mirela Kruel, que recebeu 3 troféus no certame regional.
Esta edição do festival foi realizada com financiamento da Lei de Incentivo à Cultura da Prefeitura de Caxias do Sul e apoio cultural de Racon Consórcios, Metadados e Intercity Hotel.

## Vencedores no Certame Regional

### Ficção e Documentário
- Melhor Filme de Ficção: Depois da Meia-Noite, de Mirela Kruel
- Melhor Filme Documentário: Compro Sonhos, de Robinson Cabral
- Melhor Direção: Robinson Cabral, por Compro Sonhos
- Melhor Roteiro: Gustavo Jander da Rocha, por Toca pro Inferno!
- Melhor Fotografia: Eduardo Nascimento Rosa, por Depois da Meia-Noite
- Melhor Direção de Arte: Sheila Marafon, por O Menino da Terra do Sol
- Melhor Edição: Joana Bernardes, por Depois da Meia-Noite
- Melhor Desenho de Som: Michel Marchetti, por O Menino da Terra do Sol
- Melhor Trilha Sonora: Doug Trancoso, por Voos da Alma
- Melhor Ator: Paulo Pretz, por O Roteirista
- Melhor Atriz: Monique Trevisan, por Toca pro Inferno!
- Menção Honrosa: Bem-Vindo a Caxias do Sul, de Lucas Freitas, Ketlin de Lima e Rafaella Constante

### Videoclipe
- 1° lugar: Passeio (Férias no Paraíso), de Guillermo Mathias
- 2° lugar: Ame (Coro Juvenil do Moinho - UCS), de Ricardo Alvarenga e Daniel Vargas
- 3° lugar: O Que Nos Resta (Natural Dread), de Rafael Willms
- Menção Honrosa: Vem Comigo Nego (W. Negro com JL e Chiquinho), de Davi Cristiano Pereira da Silva

## Vencedores no Certame Estadual

### Ficção e Documentário
- Melhor Filme de Ficção: Dia de Mudança, de Boca Migotto
- Melhor Filme Documentário: A Maior Locadora do Mundo, de Matheus Mombelli
- Melhor Direção: Emiliano Cunha, por Endotermia
- Melhor Roteiro: Roberto Burd, por Êles
- Melhor Fotografia: Juliano Dutra, por Who’s That Man Inside My House
- Melhor Direção de Arte: Gianna Soccol, por 386
- Melhor Edição: Lucas Reis, por Who’s That Man Inside My House
- Melhor Desenho de Som: Kiko Ferraz e Christian Vaisz, por Sonata
- Melhor Trilha Sonora: Jonts Ferreira, por Nós Montanha
- Melhor Ator: Clemente Viscaíno, por Veraneio
- Melhor Atriz: Sandra Dani, por Veraneio
- Menção Honrosa: Quero Ir Para Los Angeles, de Juh Ballego

### Videoclipe
- 1° lugar: Extraordinary In The Ordinary (Akeem Music), de Anderson Dorneles
- 2° lugar: Errante (Fappo e os Humanóides), de Gabriel Motta
- 3° lugar: Never Alone (Pavão Negro), de Gustavo Corrêa e Renato Winckiewickz
- Menção honrosa: Dom Pra Ser Vilão (Selektah Gang), de Matheus Fighera

## Certame Websérie
- Melhor Websérie Não Ficção: Onde Está o Amor, de Renata Heinz

## Vencedores pelo Voto Popular
- Melhor Filme de Ficção: O Menino das Estrelas, dos Irmãos Christofoli
- Melhor Filme Documentário: Bem-Vindo a Caxias do Sul, de Lucas Freitas, Ketlin de Lima e Rafaella Constante
- Melhor Videoclipe Musical: Never Alone (Pavão Negro), de Gustavo Corrêa e Renato Winckiewickz

## Outras edições do Cineserra
- Cineserra 2013
- Cineserra 2014
- Cineserra 2015
- Cineserra 2016
- Cineserra 2017
- Cineserra 2019
- Cineserra 2021